# Opus incertum

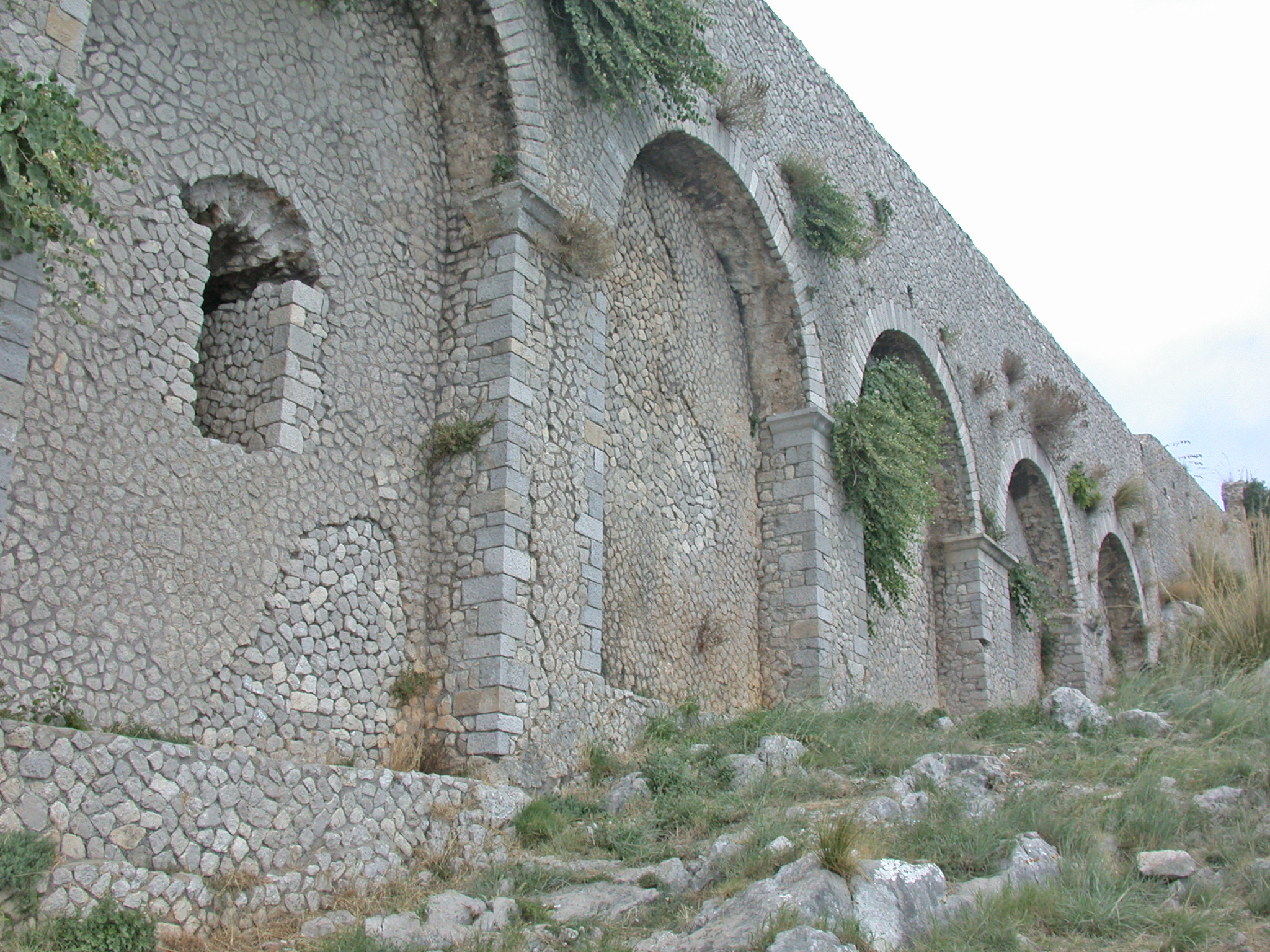
Capes dopus incertum al flanc oriental de la terrassa del santuari de Júpiter Ànxur a Terracina, al Laci

L'opus incertum (en llatí, literalment, 'obra irregular') era una antiga tècnica constructiva romana que usava carreus tallats de forma irregular, col·locats aleatòriament dins un mur d'opus caementicium.
A Roma i als voltants fou utilitzada sobretot des del començament del segle ii aC fins poc després de mitjan segle i aC, però es pot trobar també en èpoques posteriors en construccions privades de poca volada i per fer terrasses. Aquesta tècnica es va anar substituint per l'opus reticulatum.
Inicialment consistia en una disposició més acurada sobre el parament del mur dels caementa (fragments de roca, graves i còdols barrejats amb el morter del ciment romà), posats de tal manera que la seva superfície visible fos com més plana millor. Més endavant la tècnica es va anar desenvolupant i es va tendir a anivellar la superfície del mur, a reduir la capa de ciment entre els rocs i a triar pedres de forma i dimensions més regulars, i fins i tot a aplanar-ne la superfície que quedava a la vista.
Quan la forma de les pedres es regularitza perquè s'assemblin les unes a les altres i es disminueix al màxim la capa de ciment interposat, se sol parlar d'opus quasi reticulatum.